# (55395) 2001 SY285
2001 أس واي 285 (ويعرف أيضًا باسم (55395) 2001 أس واي 285 وفق تسمية الكوكب الصغير) (بالإنجليزية: 2001 SY285)‏ هو كويكب ضمن حزام الكويكبات؛ وترتيبه 55395 من حيث الاكتشاف.
اكتُشف هذا الجُرم الفلكي بواسطة Paulo R. Holvorcem ‏ في 28 سبتمبر 2001.

## وصلات خارجية
- (55395) 2001 SY285 في قاعدة بيانات مختبر الدفع النفاث لأجرام النظام الشمسي الصغيرة

- الاكتشاف · مخطط المدار ·  العناصر المدارية · المعلمات المادية

- (55395) 2001 SY285 على موقع ويكي سكاي: DSS2, SDSS, GALEX, IRAS, Hydrogen α, X-Ray, Astrophoto, Sky Map, Articles and images